# Нарбутово (Білорусь)
Нарбутово(біл. вёска Нарбутоўа) — село в складі Логойського району Мінської області, Білорусь. Село підпорядковане Гайнинській сільській раді і розташоване в північній частині області.